# Cseszneky
Het Huis Cseszneky was een van de meest prominente adellijke families van het Koninkrijk Hongarije. De graven van Cseszneky de Milvány et Csesznek hebben vele individuen gekend die belangrijk waren in de Hongaarse en in de algemene Europese geschiedenis en cultuur.

## Naam en origine
Volgens de overlevering stamt de familie Cseszneky af van de Bána-clan, wiens origine - volgens György Györffy - teruggaat tot de 10e eeuw. Een andere noemenswaardige historicus, Erik Fügedi, vermoedt dat de Bána-clan een aftakking was van de Katapán-clan (Koppán), die  afstamt van het prinselijk huis van de Petsjeneegse Talmat Stam. Volgens het middeleeuwse Gesta Hungarorum sloot Ketel, de Kumaanse (eigenlijk Petsjeneegse) Grootkan, zich aan bij het Hongaarse volk van Grootprins Álmos in Kiev in het jaar 884. Na de verovering van Hongarije vestigde één deel van Ketels clan zich tussen de Sátorhalom en de Tolcsva-rivier, terwijl het andere deel zich vestigde op de plek waar de Váh in de Donau mondt. Aan de oever van de Váh bouwde Ketels zoon Alaptolma het kasteel van Komárom, waar ze beiden later op een heidense manier werden begraven. Andere historici denken dat de Katapáns en de Bána's geen patrilineaire maar eerder een matrilineaire afstamming hadden; en dat de Bána's afstamden van de Graven van Bana, en vazallen waren van de Avaarse Tudun, en dus ondervazallen waren van Karel de Grote. De Bána-clan had zijn oorspronkelijke landerijen in de buurt van het dorp Bana en het Bakonygebergte. Zij droegen de erfelijke titel woudgraaf van Bakony.
De directe voorvader van de familie Cseszneky, graaf Apa van de Bána-clan, wordt vernoemd in een document uit 1230. In dit verslag onderzocht Paus Gregorius IX de klacht van de aartsabdij van Pannonhalma, omdat graaf Apa en zijn zoon Jakab de gronden en visgronden van de benedictijnen in de buurt van Gönyű hadden bezet. Een andere zoon van Apa, Mihály, werd vernoemd in 1225 als de stalmeester van Koning Andreas II en later bewees hij ook zijn diensten aan Koning Béla IV tijdens de Mongoolse Invasie van Europa. Mihály's zoon, ook een Jakab, die koninklijke zwaarddrager en heer van het kasteel van Trenčín was, bouwde het kasteel van Csesznek rond 1260. Hij en zijn nakomelingen namen de naam Cseszneky aan, genoemd naar de plaats van hun kasteel.

## Wapenschild en motto
Het traditionele wapenschild van de familie bestond uit een simpel blazoen waarop een duif op stond afgebeeld, zoals te zien op de zegel van graaf Mátyás Cseszneky uit 1597.
Keizer Ferdinand II stond via een koninklijk patent, gedateerd op 8 maart 1626 uit Wenen, een ander wapenschild toe aan Benedek Cseszneky en zijn vrouw Sára Kánya de Budafalva, aan Jakab Patonyi en zijn vrouw Anna Kánya, en ten slotte aan Boldizsár Kánya en zijn zus Erzsébet; op dit schild stond een pelikaan afgebeeld die haar jongen voedde met haar bloed. Desalniettemin bleven de meeste familieleden een wapenschild met de duif gebruiken.
Het huidige motto van de familie werd opgesteld in 1943. Deze is een quote uit de Aeneis van Vergilius en luidt: Famam extendere factis (Wij breidden onze faam uit door onze daden).

## Nationaliteit
De Csesznekys zijn algemeen gekend als een Hongaarse adellijke familie, alhoewel hun nationaliteit een reden tot discussie is geweest. Het grootste deel van de onenigheid stemt af op het feit dat gedurende het leven van vele Csesznekys het moderne concept van nationaliteit die gelinkt is aan etniciteit nog niet helemaal ontwikkeld was en ook omdat de term 'Hongaars' een geografisch veel bredere betekenis had dan het vandaag heeft. Vele familieleden groeiden op in de cultuur van het Koninkrijk Hongarije, een multiculturele staat die bestond uit de grootste delen van hedendaags Hongarije, Slowakije, Kroatië, Vojvodina, Transsylvanië, Subkarpatië, Prekmurje en Burgenland. Als gevolg van hun etniciteit spraken de Csesznekys Hongaars, maar de Csesznekys die woonden in gebieden waar de bevolking andere talen sprak, spraken vaak naast Hongaars ook die talen (zeker in gebieden waar Duits of Slavische talen werden gesproken).

## Geloof
In het voorchristelijk Hongarije waren de voorouders van de Csesznekys aanhangers van het Tengriisme, het eeuwenoude geloof van de nomadische ruitervolkeren uit de steppe. Het Tengriisme was fundamenteel een monotheïstisch geloof, alhoewel de gelovers ervan ook beden naar de zielen van hun voorouders en naar de natuur.
Gedurende de middeleeuwen waren de Csesznekys Rooms-katholieken, en ze lieten vaak hun levens om het christendom te beschermen tijdens de Kruistochten en tegen de Mongoolse en Turkse 'indringers'. Er werden verschillende kerken gebouwd en gepatroniseerd door de familie over het hele Koninkrijk Hongarije, ze stichtten de benedictijnenabdij van Koppánmonostor en ze hadden toen ook sterke banden met de benedictijnse aartsabdij van Pannonhalma.
In de late 16e eeuw was de familie voorstander van de Reformatie, en vele Csesznekys werden protestants. Graaf György Cseszneky was een vurige voorstander van het lutheranisme en hij bouwde een van de eerste protestantse gebedshuizen van het Koninkrijk Hongarije, in zijn landerijen in Kisbabot. Erzsébet Cseszneky, moeder van de beroemde lutheraanse theoloog Matthias Bel, wordt vandaag zeer gerespecteerd in de Evangelisch-Lutheraanse kerk in Hongarije en  de Evangelische kerk van de Augsburgse Confessie in Slowakije als hun goede weldoenster.
Gedurende de Contrareformatie werd het merendeel van de Csesznekys opnieuw katholiek. Tegenwoordig zijn de meeste Csesznekys gedoopt als rooms-katholieken en enkelen ook in de Gereformeerde of Unitarische kerk.
Graaf Gyula Cseszneky, de Macedonische Grootvoivode, stichtte de Macedonisch-orthodoxe Kerk in 1943. Deze werd niet veel later afgeschaft door de Grieks-orthodoxe kerk maar werd opnieuw ingevoerd in de Socialistische Republiek Macedonië in 1959.

## Politiek
Verschillende prominente familieleden waren betrokken in de binnen- en buitenlandse politiek. Ze namen actief deel in de politiek van Koninkrijk Hongarije en ze hadden hoge posten in zowel het leger als de hofhouding. Ze bereikten hun grootste glorie gedurende het interregnum na het uitsterven van de Árpád dynastie. Ze controleerden toen grote gebieden als de facto vrijheren van Csesznek en ze riepen zelfs de oorlog uit tegen koning Wenceslaus III, die ze net niet konden gevangennemen in het koninklijk paleis.
Tijdens het bestuur van de Anjouvijnse koningen van Hongarije, was de familie Cseszneky ook betrokken bij de zaken van Koninkrijk Napels, Polen en verschillende Balkanstaten.
De Ottomaanse invasie vernietigde de meeste van hun landerijen en vele Csesznekys voelden zich verplicht om de Stefanskroon te verdedigen met hun zwaarden, en hun moed werd zelfs gerespecteerd door de Turken.
Na de verdrijving van de Turken was de meest belangrijke gebeurtenis in de geschiedenis van de Csesznekys Rákóczi's Onafhankelijkheidsoorlog, waarin verschillende familieleden actief in deelnamen. Nadat Frans II Rákóczi verslagen werd, verminderde de glorie van de Csesznekys ook en werden bijna al hun bezittingen in beslag genomen.
Ondanks hun verminderde rijkdom steunden ze op financiële wijze de parlementsverkiezing van de beroemde Hongaarse dichter Mihály Vörösmarty, die plaatsvond na de Hongaarse Revolutie van 1848. Vele familieleden namen ook deel in de onafhankelijkheidsoorlog.
In 1919 nam Ferenc Cseszneky deel aan de vrijheidsbeweging tegen de Hongaarse Radenrepubliek en was hij commissaris van openbare voorzieningen in de regering van Gyula Károlyi.
In 1941 werd Gyula Cseszneky aangeduid als raadgever van Koning Tomislav II van Kroatië.

## Residenties

Historische locaties met betrekking tot de familie Cseszneky
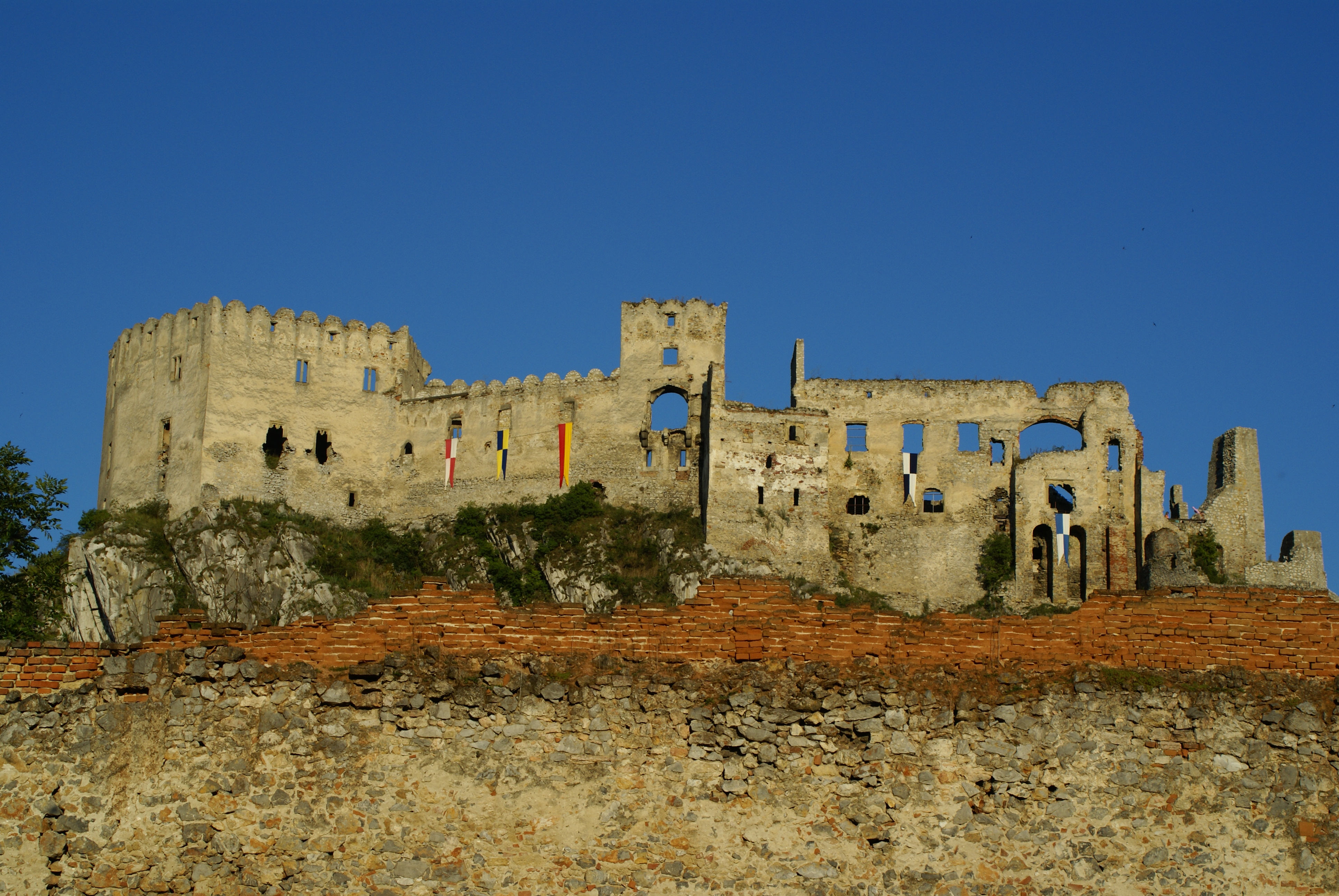
Kasteel Bolondóc
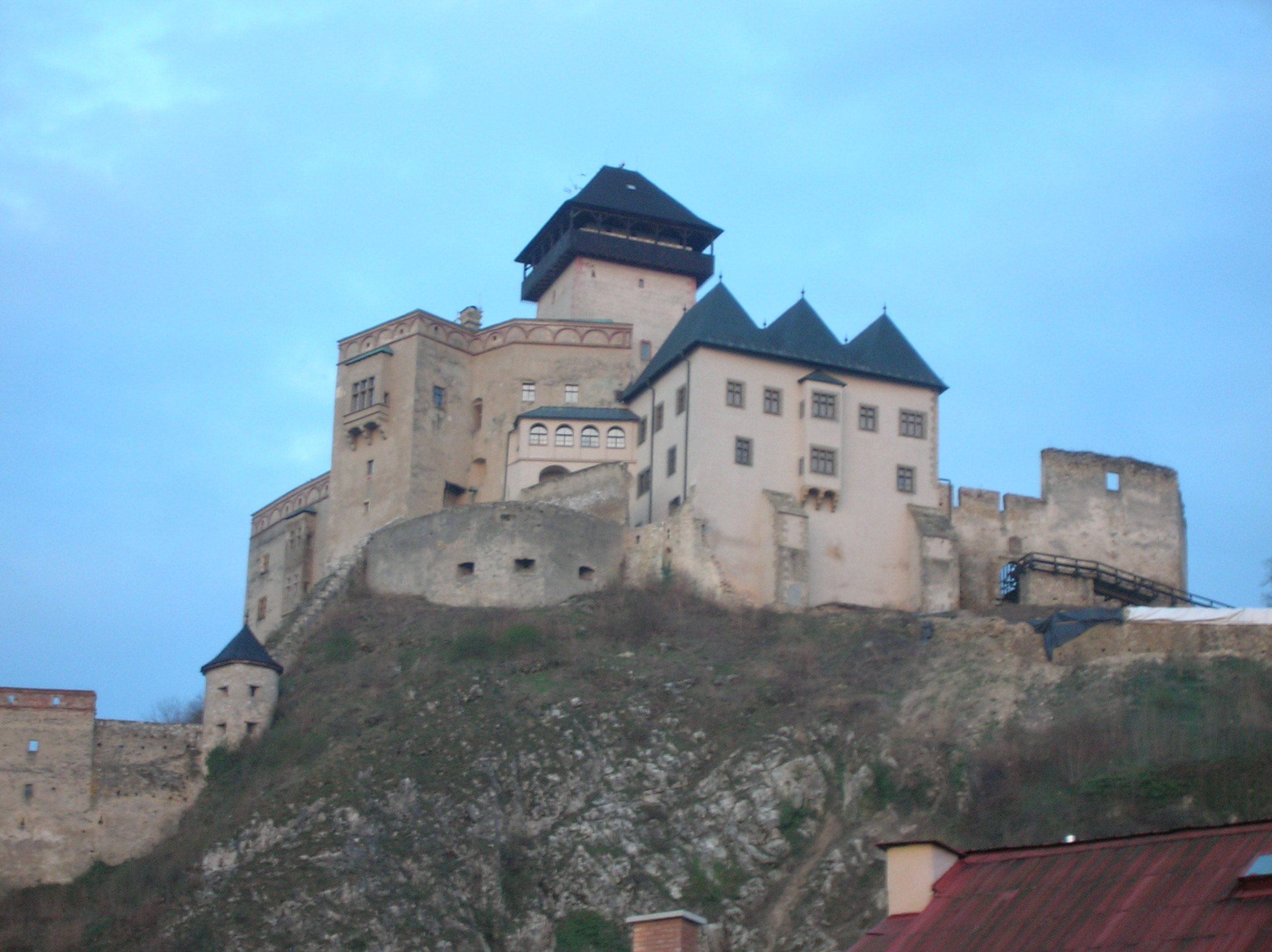
Kasteel Trenčín
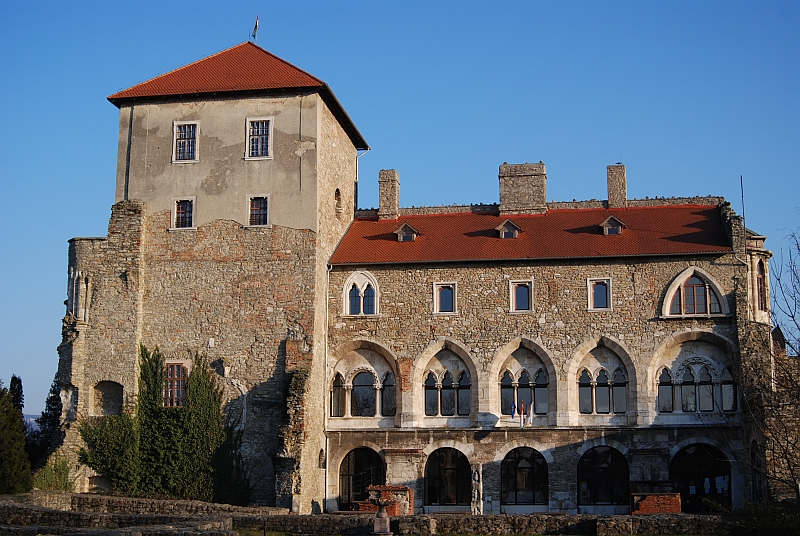
Kasteel Tata
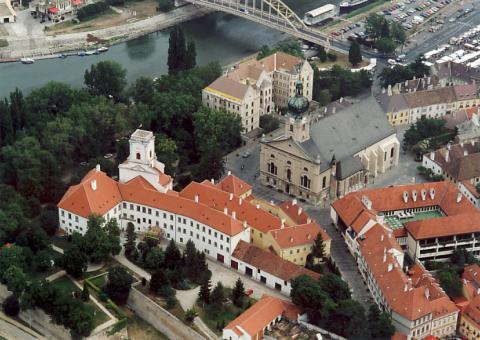
Kasteel Győr

Over de generaties heen hebben de Csesznekys in verschillende opmerkelijke huizen en kastelen gewoond. Enkele van de meest opvallende zijn:
- In hedendaags Hongarije
  - Kasteel Csesznek
  - Kisbabot
  - Enese
  - Táp
  - Győr
  - Bük
  - Rábacsécsény
  - Csávoly
- In hedendaags Burgenland (Oostenrijk)
  - Oberpullendorf
- In hedendaags Slowakije
  - Kasteel Trenčín
  - Žilina
  - Haluzice
  - Šamorín
  - Zemiansky Vrbovok
  - Holumnica
- In hedendaags Kroatië
  - Kasteel Maróca
  - Čaglin
- In hedendaags Vojvodina (Servië)
  - Subotica

## Notabele familieleden
- Graaf Jakab Cseszneky (Koninklijke zwaarddrager, Heer van het kasteel Trenčín, bouwer van het kasteel Csesznek)
- Graaf Miklós Cseszneky (Graaf van Maróca, ridder van de Orde van Sint-Joris)
- Graaf Lőrinc Cseszneky (Middeleeuws magnaat, ridder van de Orde van Sint-Joris)
- Graaf György Cseszneky (kasteelheer van Tata en Győr, weldoener van de Lutheraanse kerk)
- Graaf János Cseszneky (commandeur van de infanterie)
- Graaf Mihály Cseszneky (vice-kasteelheer van Várpalota)
- Graaf Mátyás Cseszneky (commandeur van de cavalerie)
- Graaf Benedek Cseszneky (bureaukraat, diplomaat)
- Gravin Erzsébet Cseszneky (moeder van Matthias Bel, weldoenster van de Lutheraanse kerk)
- Graaf Imre Cseszneky (landbouwkundige, paardenkweker)
- Graaf Ferenc Cseszneky (leven: 1876-1924; uitvinder, politicus)
- Graaf Gyula Cseszneky (leven: 1914- ca. 1970; dichter, vertaler, Macedonische Voivode)
- Graaf Mihály Cseszneky (leven: 1910-1975; industrieel)

## Huidige familie
Na de Tweede Wereldoorlog hebben de familieleden vooral geleefd in Hongarije, Oostenrijk, Engeland, Frankrijk, Brazilië, Argentinië en de Verenigde Staten.
Op dit moment is het hoofd van de familie graaf Miklós Cseszneky, (geboren in 1979), wiens vermoedelijke erfgenaam zijn zus gravin Ágnes Cseszneky is.